# 나카이정
나카이정(일본어: 中井町 나카이마치[*])은 일본 가나가와현 아시가라카미군의 정이다.

## 역사
1889년 4월 1일에 성립하였다. 1908년 4월 1일에 이웃한 이구치촌을 합병하였다. 1958년 12월 1일에 나카이정으로 승격하였다.

## 경제
경제는 주로 농업으로 낙농업, 귤 재배가 지배적이다. 도메이 고속도로 주변으로 공업 지대가 세워져 후지 제록스, 데루모, 닛폰 익스프레스 등을 포함한 수많은 기업들이 입지해 있다.

## 인구
| 연도 | 인구   | ±%     |
| ---- | ------ | ------ |
| 1920 | 5,321  | —      |
| 1930 | 5,258  | −1.2%  |
| 1940 | 5,360  | +1.9%  |
| 1950 | 6,361  | +18.7% |
| 1960 | 5,808  | −8.7%  |
| 1970 | 6,028  | +3.8%  |
| 1980 | 8,626  | +43.1% |
| 1990 | 10,054 | +16.6% |
| 2000 | 10,222 | +1.7%  |
| 2010 | 10,010 | −2.1%  |

## 교통

### 철도
나카이정은 아직 철도로 연결되어 있지 않다.

### 도로
- 도메이 고속도로